# Вотервлит (Њујорк)
Вотервлит (енгл. Watervliet) град је у америчкој савезној држави Њујорк. По попису становништва из 2010. у њему је живело 10.254 становника.

## Демографија
Према попису становништва из 2010. у граду је живело 10.254 становника, што је 47 (0,5%) становника више него 2000. године.
| Група             | 2000.         | 2010.         |
| Белци             | 9.197 (90,1%) | 8.284 (80,8%) |
| Афроамериканци    | 395 (3,9%)    | 908 (8,9%)    |
| Азијати           | 137 (1,3%)    | 254 (2,5%)    |
| Хиспаноамериканци | 369 (3,6%)    | 623 (6,1%)    |
| Укупно            | 10.207        | 10.254        |